# Metacrias
Metacrias is een geslacht van vlinders van de familie spinneruilen (Erebidae), uit de onderfamilie Arctiinae.

## Soorten
- M. erichrysa Meyrick, 1887
- M. huttoni Butler, 1879
- M. strategica Hudson, 1889